# André Delmas
André Delmas(Montceau-les-Mines, França, 1951). Ha traduït obres teatrals d'autors contemporanis catalans, espanyols i llatinoamericans (cubans, mexicans, veneçolans i xilens). Acostumat a freqüentar els teatres, un art que l'apassiona, només tradueix aquelles obres que l'intriguen, l'atrauen o estima. Per ell és important mantenir un diàleg obert amb l'autor de l'obra que està traduint per tal d'aprofundir en la seva comprensió del text i afinar-ne la versió francesa. Una traducció és com un problema de geometria; es tracta de trobar-hi la solució més elegant, aquella que millor s'ajusti a la manera de parlar de cada actor. És membre de la Maison Antoine Vitez – Centre International de la Traduction Théâtrale i de la SACD (Société des Auteurs Compositeurs Dramatiques). Va participar en el col·loqui La tâche du traducteur au XXIe siècle – La tasca del traductor al segle xxi, organitzat per la Institució de les Lletres Catalanes, el febrer de 2007.